# Любко Петрович
Любомир Петрович (серб. Љубомир Петровић Љупко; нар. 15 травня 1947, Брусниця-Велика, СФР Югославія) — боснійський футболіст сербського походження, нападник, по завершенні кар'єри гравця — тренер. У 1991 році разом з «Црвеною Звездою» став переможцем Кубку європейських чемпіонів.

## Кар'єра гравця
Народився в селищі Брусниця-Велика, поблизу Босанського Броду. Футболом займався з ранніх років і з 16-річного віку займався в «Дарді», де виступав у період з 1963 по 1967 рік. Свій перший професіональний контракт підписав у 1967 році з «Осієком». Висупав у хорватському клубі до 1979 року, не завоювавши з командою жодного титулу.
У 1979 році залишив Європу та виїхав до Сполучених Штатів. З того часу й до завершення кар'єри гравця виступав у клубах «Буффало Стелліонс», «Канзас-Сіті Кометс» та «Фенікс Інферно». У 110 матчах в американському чемпіонаті відзначився 120-а голами. З 1981 по 1982 рік грав на батьківщині, в «Дарді». У 1982 році Любко Петрович «повісив бутси на цвях» і завершив тривалу кар'єру у віці 35 років.
Він запам'ятовується як один з найкращих гравців «Осієка» покоління кінцівки 1970-х років, це покоління зуміло повернути «Осієк» до Першої ліги після 21-річного періоду виступу в нижчому дивізіон, загалом зіграв 542 матчі у першій команді «Осієка». Окрім цього Любко був найкращим бомбардиром клубу зі 139-ма забитими голами.

## Кар'єра тренера
Після завершення кар'єри гравця залишився в спорті, перейшовши на тренерську роботу. На посаді головного тренера працював у клубах «Осієк», «Спартак» (Суботиця), «Воєводина», «Рад» та «Црвеною Звездою», з останнім з цих клубів виграв Кубок європейських чемпіонів 1991 року. Також працював головним тренером в іспанському «Еспаньйолі», уругвайському «Пеньяролі», а також у китайських «Шанхай Шеньхуа» та «Бейцзин Гоань». Потім ще двічі очолював «Црвену Звезду», а в 2000-х роках тренував болгарські клуби «Левські» та «Литекс». У березні 2008 року повернувся до Сербії та очолив «ОФК Белград», проте вже через місяць залишив розташування столичного клубу. 2 липня 2008 року став головним тренером клубу Першої ліги Хорватії «Кроація Сесвете». Окрім цього Петрович став першим сербським тренером команди з вищого дивізіону хорватського чемпіонату з моменту завершення Югославських війон. 23 грудня 2008 року був призначений головним тренером свого колишнього клубу «Воєводина» з міста Новий Сад, переможця Сербської Суперліги сезону 2008/09 років. 8 березня 2009 року був звільнений з займаної посади, після того як у перших двох матчах другої частини сезону набрав лише 1 очко. У 2010 році тренував загребську «Локомотіву», фарм-клуб загребського «Динамо», в якому виступали молоді гравці цього гранду хорватського футболу. Влітку 2015 року протягом трьох матчів тренував «Литекс», який очолював Професіональну футбольну групу А в сезоні 2015/16 років, але через сімейні обставини на початку серпня залишив болгарський клуб. Проте вже в грудні знову пвернувся до команди з Ловеча після звільнення Лоренціу Регекампфа. Разом з цією командою Петрович дійшов до 1/2 фіналу кубку Болгарії. Проте ця призначення для сербського тренера знову стало нетривалим, оскільки вже незабаром «Литекс» було виключено з ПФГ А та Болгарського футбольного союзу після того як 12 грудня його підопічні в дербі зіграли договірний матч проти «Левські». У травні 2016 року був представлений як новий головний тренер «Левські», замінивши Стойчо Стоєва. 22 жовтня 2016 року залишив софійський клуб.
Згодом протягом 2016–2017 років працював у В1єтнамі з «Тханьхоа», у 2018–2019 — у Руанді з АПР, після чого повернувся до Болгарії, ненадовго очоливши ЦСКА (Софія).
У 2020 році повернувся до в'єтнамського «Тханьхоа».

### Скандал зФК «Сараєво»
8 квітня 2014 року Петровича було оголошено наступним головним тренером ФК «Сараєво» після звільнення хорватського тренера Роберт Ярні. Проте два дні по тому в боснійських ЗМІ з'явилися фотографії тренера та померлого командувача сербського парамілітаризованого формування Аркана, на якій Любко тримав зброю під час інструктажу військового злочинця. Це призвело до негайної прес-конференції, в якій представник керівництва ФК «Сараєво» оголосив, що з Петровичем не буде підписаний будь-який договір. Згодом сербський тренер погодився з таким рішенням сараєвського клубу, посилаючись на можливі складні умови роботи після появи тих публікацій в боснійській пресі. Тим не менше Любко заявив про свою непричетність до Югославських воєн та парамілітаристичних угруповань Аркана. У зв'язку з цим Петрович пробув на посаді головного тренера ФК «Сараєво» один день та провів лише одне тренування команди. Згодом достовірність тієї фотографії була поставлена під сумнів.

## Особисте життя
Одружений, дружину звати Снежана. Має двох дітей: сина Срджана та доньку Светлану. Має також двох онуків: Ніколу та Анастасію.

## Досягнення
«Спартак» (Суботиця)
- Друга ліга Югославії
  -  Чемпіон (1): 1987/88

«Воєводина»
- Перша ліга Югославії
  -  Чемпіон (1): 1988/89

«Црвена Звезда»
- Перша ліга Югославії
  -  Чемпіон (1): 1990/91
- Чемпіонат Сербії і Чорногорії
  -  Чемпіон (1): 1994/95
- Кубок Сербії і Чорногорії
  -  Володар (1): 1994/95
- Кубок європейських чемпіонів
  -  Володар (1): 1990/91

«Левскі» (Софія)
- Професіональна футбольна група А
  -  Чемпіон (1): 2000/01

«Бейцзин Гоань»
- Кубок Китаю
  -  Володар (1): 2003

«Литекс» (Ловеч)
- Кубок Болгарії
  -  Володар (1): 2004

АПР
- Національна футбольна ліга Руанди
  -  Чемпіон (1): 2013/14

«Тханьгоа»
- В.Ліга 1
  -  Срібний призер (1): 2017